# 11855 Preller
11855 Preller eller 1988 RS3 är en asteroid i huvudbältet som upptäcktes den 8 september 1988 av den tyske astronomen Freimut Börngen vid Tautenburg-observatoriet. Den är uppkallad efter den tyske målaren Friedrich Preller den äldre.
Den tillhör asteroidgruppen Nysa.